# Bernardo González
Bernardo González Miñano (* 7. September 1969 in Jumilla; † 6. Oktober 2000) war ein spanischer Radrennfahrer.

## Sportliche Laufbahn
González war im Bahnradsport sowie im Straßenradsport aktiv und Teilnehmer der Olympischen Sommerspiele 1988 in Seoul. Im 1000-Meter-Zeitfahren belegte er beim Sieg von Alexander Kiritschenko den 5. Platz. In der Mannschaftsverfolgung schied Spanien mit Bernardo González, Xavier Isasa, José Antonio Martiarena und Agustín Sebastiá in der Qualifikation aus. Bei den Olympischen Sommerspielen 1996 in Atlanta belegte Spanien mit Juan Martínez, Joan Llaneras, Bernardo González und Adolfo Alperi in der Mannschaftsverfolgung den 5. Rang.
Als Amateur gewann er auf der Straße 1990 die Vuelta a Cartagena und die Vuelta a la Comunidad de Madrid. Von 1991 bis 1995 fuhr er als Radprofi für das Radsportteam Kelme. In der Vuelta a España 1992 wurde er 83., blieb ansonsten ohne Erfolge als Profi. Er starb 2000 bei einem Verkehrsunfall.